# 紺野彩夏
紺野 彩夏（こんの あやか、1999年6月24日 - ）は、日本の女優（元子役）、ファッションモデル。『non-no』専属モデル。元『Seventeen』専属モデル。
千葉県出身。スペースクラフト所属。

## 略歴
幼少のころから現在の事務所に入り、3歳で子役デビュー。
『ピラメキーノ』（テレビ東京）への出演により、透明感が凄いと一躍話題になる。
女優業と並行して、『Seventeen』（集英社）の専属モデルとしても活躍。2018年より『仮面ライダージオウ』（テレビ朝日）の悪役オーラ役を務め、これが連続ドラマ初レギュラーとなる。
2019年7月にYouTubeチャンネルを開設。3か月間限定で、メイク動画を中心に動画投稿を行っていた。
2020年12月1日発売の『Seventeen』1月号をもって同誌専属モデルを卒業。2021年1月発売の『non-no』（集英社）3月号から同誌専属モデルとなる。
2024年6月24日、25歳の誕生日に自身初となる写真集を年内に発売することが発表された。写真集のYouTubeチャンネルも作成され、ファンに制作工程を見せることになった。

## 人物
- 11歳上の姉がいる[9]。
- 妹がいる[1]。
- 好きな食べ物：きゅうりと餃子[2]
- 嫌いな食べ物：レバー[2] ・パクチー[10]
- よく聴く曲：back number「クリスマスソング」[11][12]
- 好きな映画：『スパイダーマン』[11]
- 好きな本・マンガ：『アオハライド』『orange』[11]
- 4歳から17歳までピアノを習っていた[13]
- 幼少期は『プリキュア』や『美少女戦士セーラームーン』を観ており、『仮面ライダー』は全く観たことがなかったため、『仮面ライダー』に対しては『プリキュア』や『セーラームーン』の男の子バージョンというイメージであったという[1]。
- 悪役をやること自体に抵抗はなく、過去にも少し意地悪な役柄などを演じ、テレビドラマ『ファーストクラス』が面白かったため、「悪女をやりたい」と様々なオーディションで言ってきたという[1]。

## 出演
主演のものは太字で表示

### テレビドラマ
- 黄金の豚-会計検査庁 特別調査課-（2010年10月20日 - 12月15日、日本テレビ） - 堤芯子（幼少期） 役
- 37歳で医者になった僕〜研修医純情物語〜 第3話（2012年4月24日、フジテレビ） - 沢村瑞希（少女期） 役
- ドラマW「分身」 第1話（2012年2月12日、WOWOW）
- みんなのオリンピック （2）「前髪をあげて」（2018年3月28日、NHK BS1）[14]
- 仮面ライダージオウ EP03 - LAST（2018年9月16日 - 2019年8月25日、テレビ朝日） - オーラ 役[15]
- 『このミス』大賞ドラマシリーズ 第5弾「そして、ユリコは一人になった」（2020年3月6日 - 4月24日、関西テレビ） - 浅香樹里 役[16]
- いいね!光源氏くん し〜ずん2（2021年6月7日 - 28日、NHK総合） - 紫の上 役[17]
- JKからやり直すシルバープラン（2021年11月11日 - 12月30日、テレビ東京） - 白石ハヤナ 役[18]
- 卒業タイムリミット（2022年4月4日 - 5月12日、NHK総合） - 小松澪 役[19]
- シェアするラ! インスタントラーメンアレンジ部はじめました。（2022年4月7日 - 6月23日、BS-TBS） - 榊原有紗 役[20]
- 漫画家イエナガの複雑社会を超定義（2022年6月24日 - 、NHK総合） - 松木くらら 役[21][22]
- ふたりの背番号4（2022年8月6日 - 8月16日、朝日放送テレビ） - 茂木麻友 役
- 個人差あります（2022年8月6日 - 9月24日、東海テレビ） - 横山真尋 役
- わたしの夫は-あの娘の恋人-（2023年1月15日 - 4月2日、テレビ大阪・BSテレビ東京） - 三島睦美 役[23]
- サブスク彼女（2023年5月8日 - 6月26日、朝日放送テレビ） - トモ 役[24]
- なれの果ての僕ら（2023年6月28日 - 9月13日、テレビ東京） - 葉月依莉奈 役[25]
- CODE-願いの代償-（2023年7月9日、読売テレビ・日本テレビ） - ミユ 役
- キューピッドがいるラブホテル（2023年9月18日、テレビ朝日） - チカ 役[26][27]
- 君には届かない。（2023年9月27日 - 11月15日、TBS） - 大原実琴 役[28]
- 君が死ぬまであと100日 第4話（2023年11月14日、日本テレビ） - 佐藤千明 役[29]
- 好きなオトコと別れたい（2024年4月4日 - 6月20日、テレビ東京） - 黄田ナナ 役[30]
- 新しい怖い 第2話「シカク」（2024年4月26日、日テレプラス） - 主演[31]
- 宙わたる教室（2024年10月8日 - 12月10日、NHK総合） - 庄司麻衣 役[32]
- 下山メシ 第1話（2024年11月15日、テレビ東京） - 沙耶 役
- キスでふさいで、バレないで。（2025年2月4日 - 4月8日、読売テレビ） - 佐藤楓 役（藤井流星とW主演）[33]
- 復讐カレシ〜溺愛社長の顔にはウラがある〜（2025年2月28日 - 4月18日、毎日放送） - 服部舞香 役（鈴木仁とW主演）[34]
- Dr.アシュラ 第6話（2025年5月21日、フジテレビ） - 澤村あかね 役
- 極道上司に愛されたら（2025年7月23日 - 、毎日放送・TBS） - 菅原真琴 役（戸塚祥太とW主演）[35]
- FOGDOG（2025年放送予定、読売テレビ）[36]

### Web配信
- 仮面ライダーシリーズ - オーラ 役
  - 仮面ライダージオウ 補完計画 3.5話（2018年9月16日、東映特撮ファンクラブ）
  - RIDER TIME 仮面ライダージオウ VS ディケイド/7人のジオウ！（2021年2月9日 - 2月21日、TELASA）[37]
  - RIDER TIME 仮面ライダーディケイド VS ジオウ/ディケイド館のデス・ゲーム（2021年2月9日 - 2月21日、東映特撮ファンクラブ）[37]
- 主人公（2019年9月2日 - 10月7日、YouTube） - 芦田茜 役[38]
- L 礼香の真実（2020年6月28日 - 7月5日、AbemaTV） - ルイ 役[39]
- ボーダレス（2021年3月7日 - 5月9日、ひかりTV）- 紗子 役
- #love_delusion #1-3「彼は背伸びに気づかない」（2021年3月1日 - 3月15日、LINE VISION） - アヤ 役[40]
- 承で終わる。(2021年3月16日、smash.) - 真島 役（小林亮太とW主演）[41]
- add9 Code（2021年10月3日 - 11月7日、YouTube）- 桜井未希 役[42]
- 黙食女子（2021年12月 - 、ひかりTV） - 須藤由紀 役
- 100枚の写真、100回の後悔（2022年3月24日、smash.） - 糸野葉月 役（佐藤寛太とW主演）[43]
- 覆面D（2022年10月15日 - 11月26日、 ABEMA） - 小橋アキラ 役[44]
- 僕たちは恋をしない（2022年10月20日、smash.）- 笹野夏菜子 役（草地稜之とW主演）[45]
- Hulu U35クリエイターズ・チャレンジ「はじめてのよあそび」（2023年4月12日、Hulu）- 花蓮 役[46]
- 夕木真哉は夜、暴く～殺人遺族カウンセラーの秘密と闇～（2023年8月7日、YouTube）- 葉村栞 役[47]

### 映画
- 恋妻家宮本（2017年1月28日、東宝） - 菊池原明美 役
- ミスミソウ（2018年4月7日、ティ・ジョイ） - 加藤理佐子 役
- 藍に響け[注 1]（2021年5月21日、アングラプト） - 松沢環 役[49]
- 文豪ストレイドッグス BEAST（2022年1月7日、KADOKAWA） - 銀 役
- 灰色の壁 -大宮ノトーリアス-（2022年2月25日、アルバトロス・フィルム） - 吉田さゆり 役[50]

### オリジナルビデオ
- てれびくん超バトルDVD 仮面ライダービビビのビビルゲイツ（2019年9月） - 少女 役
- 仮面ライダージオウ NEXT TIME ゲイツ、マジェスティ（2020年4月22日、東映） - オーラ 役[51]

### バラエティ番組

#### テレビバラエティ
- ピラメキーノ「子役恋物語 シーズン15」（2010年、テレビ東京）
- あざとくて何が悪いの？（テレビ朝日）
  - ミニドラマ（2020年4月17日） - カナ 役
  - ミニドラマ（2021年2月27日）
  - あざと連ドラ 第3弾「あざとくないと恋は出来ない？」（2021年9月4日 - 10月23日）- 宇野のどか 役
  - ミニドラマ パートナーとの価値観のズレ 再現VTR（10月24日）- チサト 役
- 痛快TV スカッとジャパン (フジテレビ)
  - 胸キュンスカッと（2020年11月23日）- 落合望 役
  - ファミリースカッと（2021年9月27日）
- 突然ですが占ってもいいですか？（2023年1月、フジテレビ）[52]
- 猫ルンルン♪るるるルーム（2023年10月2日 - 、BSテレ東）

#### Web配信バラエティ
- 私たち結婚しました4（2022年11月4日 - 1月6日、ABEMA）[53]

### その他のテレビ番組
- THE名門校 日本全国すごい学校名鑑（2023年4月1日 - 、BSテレ東） - ナレーション[54]

### ファッションショー
- 東京ガールズコレクション
- 第37回 マイナビ 東京ガールズコレクション 2023 AUTUMN／WINTER（2023年9月2日、さいたまスーパーアリーナ）[55]
  - CREATEs presents TGC KITAKYUSHU 2023 by TOKYO GIRLS COLLECTION（2023年10月7日、西日本総合展示場新館）[56]
- Rakuten GirlsAward 2023 AUTUMN/WINTER（2023年9月30日、幕張メッセ）[57]

### CM・イメージキャラクター
- 読売中高生新聞
- トンボ学生服
- AOKI TVCM15秒 フレッシャーズ 「一緒に撮ろうよ」編（2019年）
- 日清シスコ ココナッツサブレ「食べたみが無限 篇」（2020年）[58]
- カネボウ薬品 suisai beauty clear（2020年・2021年）[59]
- チュッパチャプスミニ（2021年）
- Softbank「Heart Buds」（2022年）[60]
- Google Pixel
  - 「Pixel星空コレクション」ムービー（2022年）
  - Google Pixelプロダクトスペシャリスト　WEBドラマ「今日も、誰かを支える人へ。」（2022年）
- 辻・本郷 税理士法人（2024年）[61]

### MV
- 足立佳奈「フレーフレーわたし」[62]
- KANA-BOON「桜の詩」[63]、「さくらのうた」[64]
- 杏沙子「花火の魔法」[65]
- saji「瞬間ドラマチック」[66]
- MARiA「コンコース」[67]
- indigo la End「邦画」[68]
- 絢香「百年十色」[69]
- Uru「そばにいるよ」[注 2][70]
- GReeeeN「WONDERFUL」[71]
- りりあ。「失恋ソング沢山聴いて 泣いてばかりの私はもう。」[72]

## 書籍

### 雑誌
- Seventeen（2016年3月号 - 2021年1月号、集英社） - 専属モデル
- non-no（2021年3月号 - 、集英社） - 専属モデル

### 写真集
- 1st写真集「透（ひかり）」2024年12月5日発売[8]